# 华岩寺 (普宁)
华岩寺，位于中国广东省揭阳市普宁市洪阳镇洪山顶，为普宁市的一个市级文物保护单位，类型为古建筑，公布时间为1961年。
华岩寺的历史年代为不详。